# Flugunfall der ČSA bei Kladno
Der Flugunfall der ČSA bei Kladno ereignete sich am 13. Februar 1947. An diesem Tag verunfallte eine auf dem Flughafen Prag-Ruzyně gestartete und auf einem Überführungsflug nach Prag-Čakovice befindliche Douglas DC-3/C-47A-DL der ČSA wenige Minuten nach dem Start. Bei dem Unfall kamen alle drei Insassen der Maschine ums Leben. Unfallursache war ein Kontrollverlust aufgrund von fehlerhaft ausgeführten Wartungsarbeiten an der Maschine.

## Maschine
Bei dem Flugzeug handelte es sich um eine Douglas DC-3/C-47A-DL mit der Werknummer 13802, die 1943 während des Zweiten Weltkrieges im Werk der Douglas Aircraft Company in Long Beach, Kalifornien endmontiert und mit dem militärischen Luftfahrzeugkennzeichen 43-30651 an die United States Army Air Forces (USAAF) ausgeliefert wurde. Nach dem Krieg wurde die Maschine als Überbestand der USAAF kategorisiert und ausgeflottet. Die Maschine wurde anschließend am 17. Juni 1946 zur Übergabe an die ČSA Československé Aerolinie zum Flughafen Prag-Ruzyně geflogen. Dort angekommen, wurde die Maschine generalüberholt, zum zivilen Flugzeug umgebaut und mit einer Bemalung der ČSA Československé Aerolinie sowie dem neuen Luftfahrzeugkennzeichen OK-XDU versehen, ehe sie den Betrieb wiederaufnahm. Das zweimotorige Mittelstreckenflugzeug wurde von zwei Doppelsternmotoren des Typs Pratt & Whitney R-1830-92 Twin Wasp mit je 1.200 PS Leistung angetrieben.

## Insassen
An Bord der Maschine befand sich lediglich eine dreiköpfige Besatzung, bestehend aus dem Flugkapitän Jan Kuhl, dem Ersten Offizier Josef Hainzel und dem Mechaniker František Papácek.

## Unfallhergang
Die Maschine sollte nach ihrer Überholung am Flughafen Prag-Ruzyně zur Fabrik von Avia in Prag-Čakovice ausgeflogen werden, wo eine Kabinenpolsterung und Sitze eingebaut werden sollten. Unmittelbar nach dem Start stürzte die Maschine um 13:43 Uhr Ortszeit auf ein Feld bei Kladno nordwestlich des Flughafens Prag-Ruzyně. Bei dem Unfall starben alle drei Besatzungsmitglieder. 

## Ursache
Tschechoslowakische Behörden erklärten nach dem Unfall, dass die Maschine abgestürzt war, da die Seile für die Höhenrudersteuerung bei den Wartungsarbeiten von den Bodenmechanikern verkehrt herum montiert worden waren. Weitere Details wurden nicht bekannt gegeben.